# Davide Rebellin
Davide Rebellin (San Bonifacio, 9 agosto 1971 – Montebello Vicentino, 30 novembre 2022) è stato un ciclista su strada italiano.
Professionista dal 1992 al 2022, è stato uno specialista delle classiche: in carriera ha vinto un'edizione dell'Amstel Gold Race (nel 2004), tre della Freccia Vallone (nel 2004, 2007 e 2009) e una della Liegi-Bastogne-Liegi (nel 2004), oltre a una tappa al Giro d'Italia e alla Parigi-Nizza 2008.

## Carriera

### Gli esordi e i primi anni nel professionismo
Davide Rebellin si mette in luce già tra i dilettanti distinguendosi sia con la maglia della trevigiana MG Boys Maglificio-Doni che con i colori della Nazionale italiana. Nel 1991 vince il Giro delle Regioni, la prova su strada ai Giochi del Mediterraneo ad Atene (battendo Michele Bartoli) e la medaglia d'argento nella prova di categoria ai campionati del mondo di Stoccarda, preceduto solo dal sovietico Viktor Rjaksinski. Nel 1992, oltre a vincere il Trofeo Alcide De Gasperi, è l'uomo di punta della Nazionale ai Giochi olimpici di Barcellona, ma corre in appoggio del compagno di squadra Fabio Casartelli che vince la medaglia d'oro.
Esordisce da professionista dopo i Giochi olimpici nella squadra di Franco Chioccioli, Franco Ballerini e Mario Cipollini, la GB-MG Maglificio. Onora i primi mesi di professionismo con un brillante nono posto al Giro di Lombardia e coglie il primo successo da professionista l'anno successivo, vincendo la classifica finale della Hofbräu Cup, breve gara a tappe tedesca. Dopo un paio di anni in sordina, si mette in luce nel 1996 al Giro d'Italia, dove trionfa nella tappa con arrivo a Monte Sirino e veste la maglia rosa indossandola per sei giorni consecutivi. Sesto nella classifica finale di quel Giro, si ripeterà con una buona prestazione alla Vuelta a España, che concluderà al settimo posto.

### 1997-2008: le vittorie nelle classiche

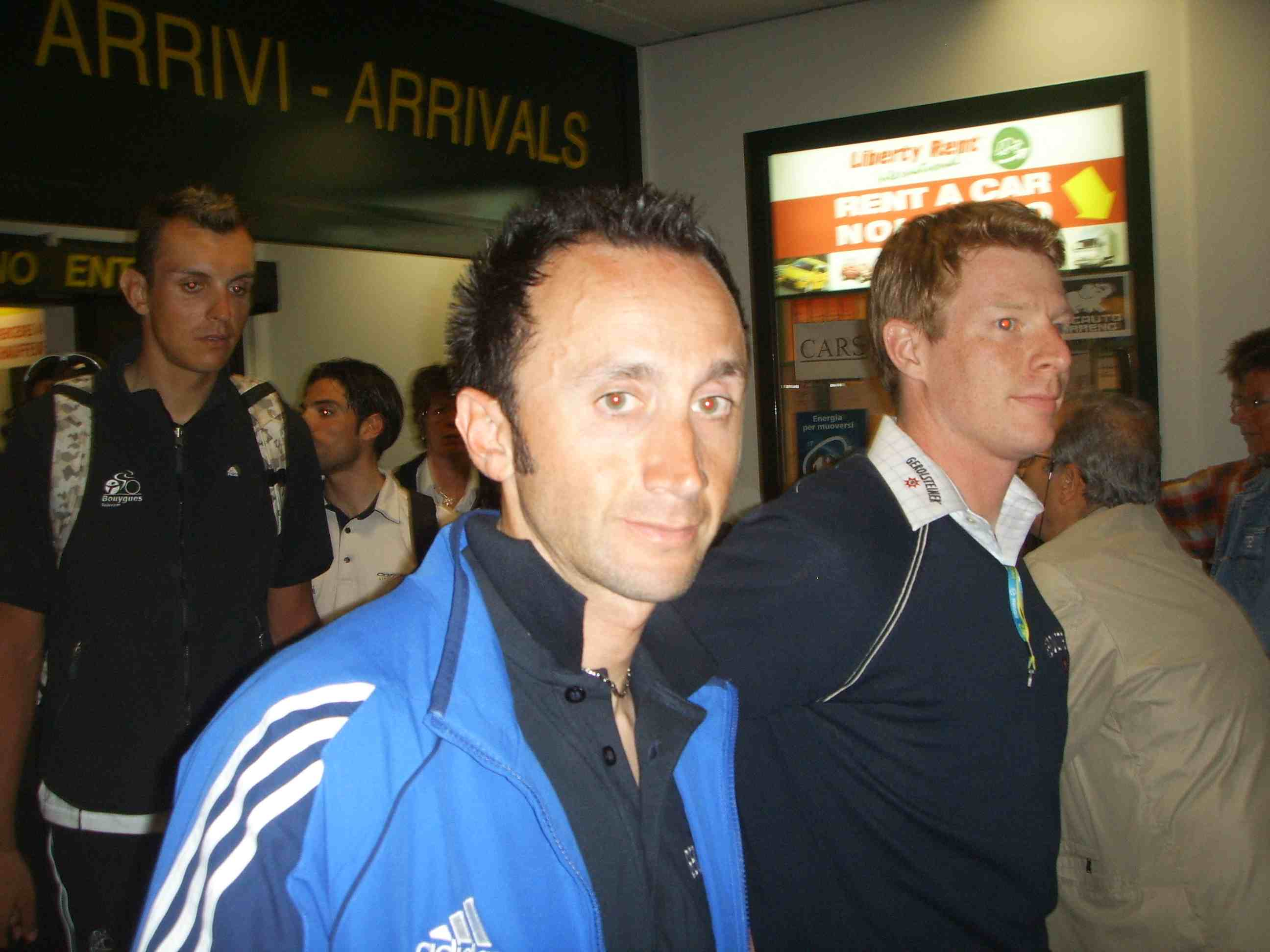
Davide Rebellin nel 2006

Per via degli incoraggianti piazzamenti nelle due grandi corse a tappe di tre settimane, decide di programmare le prime stagioni da professionista per la conquista dei grandi Giri. Tuttavia, nonostante la meticolosità nella preparazione, i risultati sono deludenti a causa dei vistosi cali di condizione che lo colpiscono nell'ultima settimana di gara. Nel 1997 sigla una prestigiosa doppietta, vincendo nel giro di pochi giorni la Clásica San Sebastián e il Gran Premio di Svizzera a Zurigo sfruttando la condizione raggiunta al termine della Grande Boucle, suo principale obiettivo della stagione, conclusosi in modo fallimentare. Così, ormai trentenne, dopo diverse stagioni in cui avrebbe potuto vincere molto di più, si specializza finalmente nelle gare in linea e nelle brevi corse a tappe conquistando la Tirreno-Adriatico 2001 e il Gran Premio di Francoforte 2003.
Nel 2004 è protagonista di una stagione che lo vede vincente in Amstel Gold Race, Freccia Vallone e Liegi-Bastogne-Liegi: diventa così il primo ciclista capace di conquistare le tre classiche delle Ardenne in una sola settimana; inoltre arriva secondo nella classifica finale della Coppa del mondo, preceduto dal connazionale Paolo Bettini. In chiusura di stagione, a causa della mancata convocazione nella nazionale italiana, decide di correre il campionato del mondo con i colori di quella Argentina: il ritardato arrivo del passaporto, però, non glielo permette.
Nel 2005, grazie ai piazzamenti nelle classiche del calendario (quarto all'Amstel Gold Race, terzo alla Freccia Vallone, quinto al Giro di Lombardia), ottiene il terzo posto finale nella classifica UCI ProTour. Dopo una primavera condizionata da una caduta durante la Vuelta al País Vasco, il 2006 è l'anno della ritrovata convocazione in nazionale, dove recita un ruolo fondamentale per la conquista, ad opera di Paolo Bettini, del campionato del mondo. Dopo circa un mese trionfa sulle rampe del San Luca, conquistando così il Giro dell'Emilia. Il 2007 inizia con il secondo posto nella Parigi-Nizza. La campagna delle Ardenne lo vede nuovamente protagonista: secondo, primo e quinto posto rispettivamente ad Amstel Gold Race, Freccia Vallone e Liegi-Bastogne-Liegi. Onora poi l'ottava maglia azzurra ai campionati del mondo di Stoccarda, riuscendo a piazzarsi in sesta posizione a sei secondi dal vincitore Bettini. Chiude la stagione al secondo posto nella graduatoria finale dell'UCI ProTour.

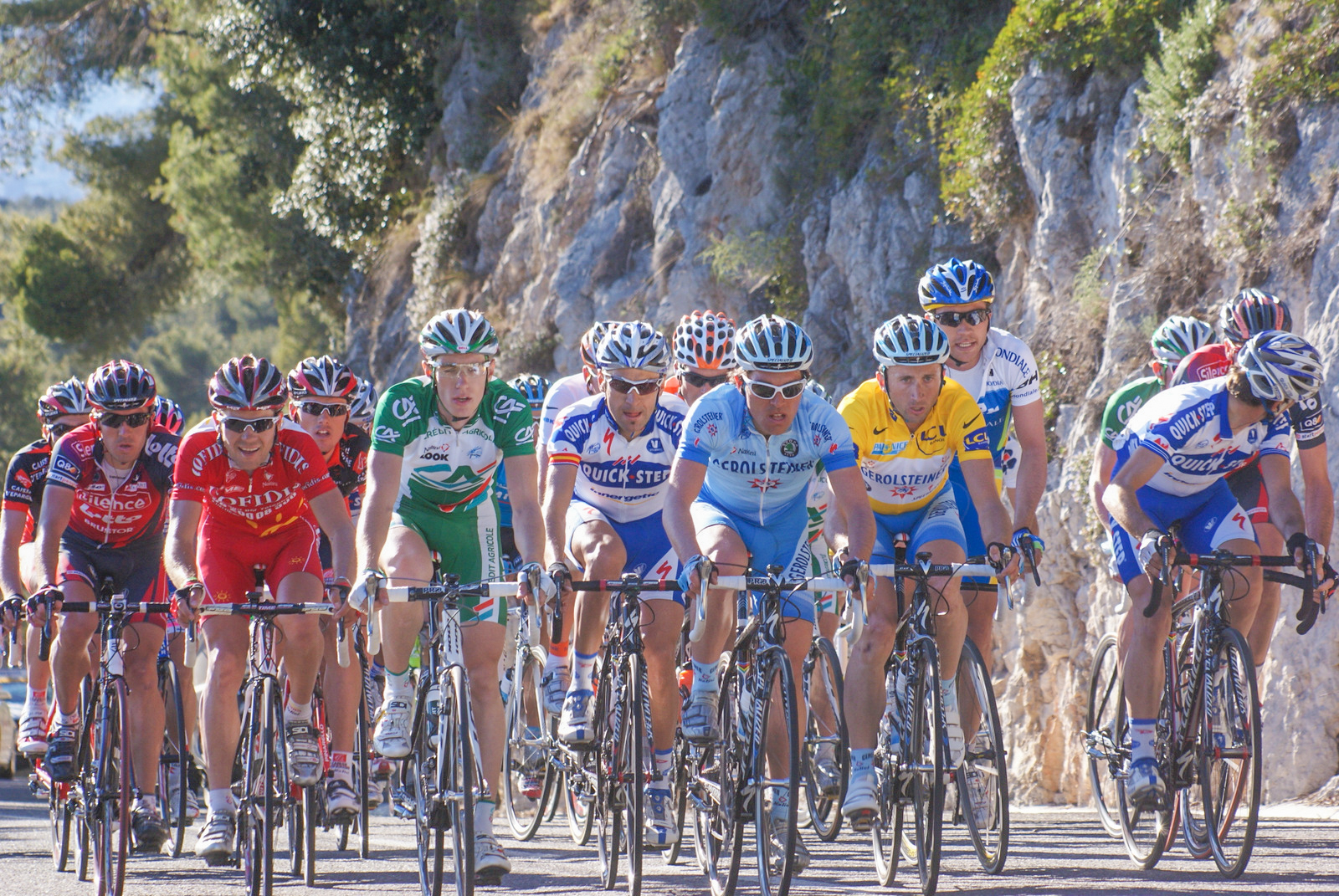
Davide Rebellin in maglia gialla di leader alla Parigi-Nizza 2008

Nel 2008 conquista la sua prima Parigi-Nizza, terminando davanti a Rinaldo Nocentini per soli 3 secondi, distacco minimo nella storia della corsa a tappe francese. Il 9 agosto seguente ai Giochi olimpici di Pechino, nel giorno del suo trentasettesimo compleanno, si aggiudica la medaglia d'argento nella prova in linea, superato in volata a pochi metri dal traguardo dallo spagnolo Samuel Sánchez, al termine di una fuga durata una quindicina di chilometri che aveva coinvolto, insieme ai due, un ristretto numero di corridori, tra i quali l'elvetico Fabian Cancellara, terzo al traguardo. Partecipa come co-capitano della nazionale italiana ai campionati del mondo di Varese: conquista un quarto posto, suo miglior risultato in un mondiale. Salta quindi il Giro di Lombardia a causa del ritiro del suo gruppo sportivo, la Gerolsteiner, dopo una serie di positività al doping.

### 2009-2010: la squalifica e la successiva assoluzione

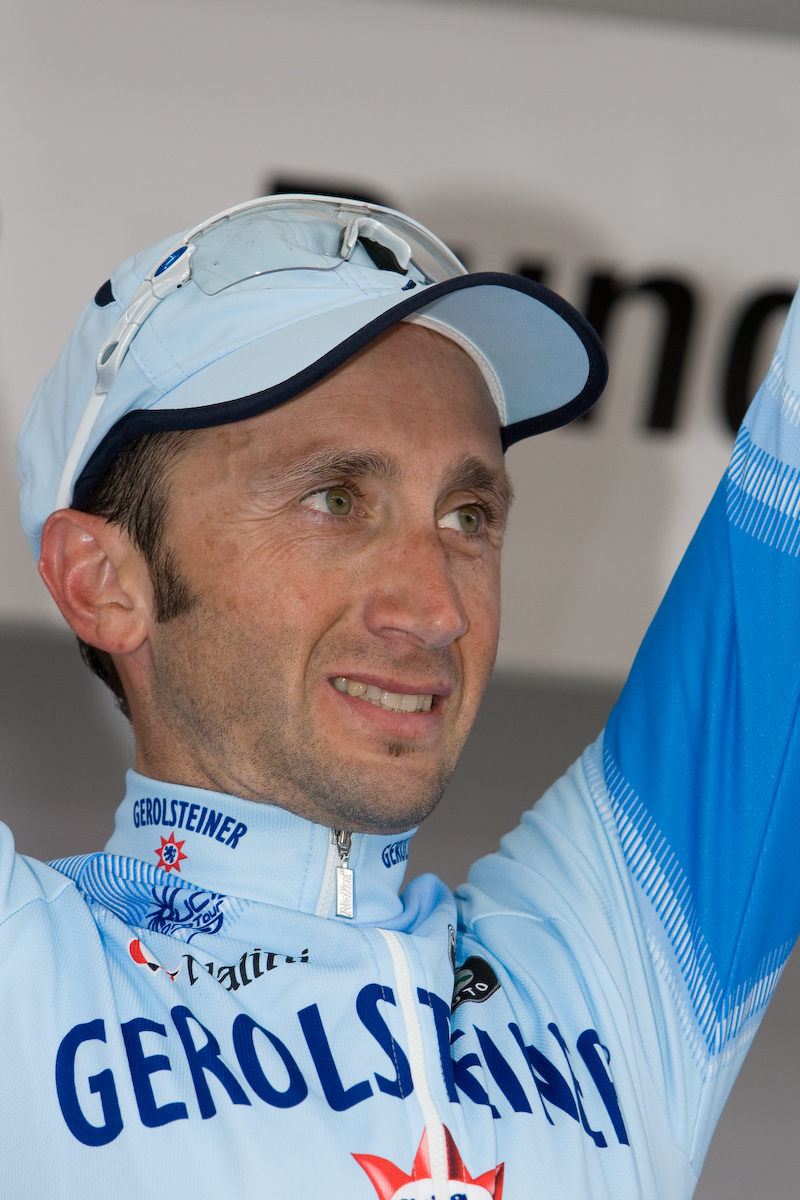
Davide Rebellin al Gran Premio di Francoforte 2008

Dopo lo scioglimento della Gerolsteiner per il 2009 si accasa alla Diquigiovanni-Androni Giocattoli di Gianni Savio. Dopo un avvio di stagione con le vittorie di Benahavís e Antequera alla Vuelta a Andalucía e una successiva fase di leggero appannamento, torna in aprile nelle classiche del Nord, conquistando sul Muro di Huy la sua terza Freccia Vallone.
Il 28 aprile seguente, però, Rebellin risulta positivo al CERA, in seguito a nuove e più rigorose analisi effettuate su campioni di sangue prelevati durante i Giochi olimpici e congelati. Il 17 novembre il CIO ritiene revocato l'argento olimpico vinto dall'atleta e ne ordina la restituzione. L'atleta il giorno successivo, tramite i suoi legali, annuncia di volere impugnare la sentenza. Il 23 dicembre concede un'intervista alla Gazzetta dello Sport durante la quale denuncia anomalie nelle procedure del CIO. Il 30 luglio 2010 il TAS conferma la sentenza del CONI.  Dopo sette anni, il 30 aprile 2015, venne assolto dalle accuse di doping ed evasione fiscale in quanto "il fatto non sussiste".

### 2011-2016: il rientro e il ritorno al successo
Il 27 aprile 2011, al termine dei due anni di squalifica, rientra alle corse con il team Miche-Guerciotti. Nell'estate dello stesso anno coglie alcuni piazzamenti, come il quinto posto al Brixia Tour, la piazza d'onore al Trofeo Matteotti e il terzo posto al Gran Premio Città di Camaiore. Il 16 agosto, pochi giorni dopo aver compiuto i 40 anni, vince la novantunesima edizione della Tre Valli Varesine, per la seconda volta in carriera, scattando nell'ultimo chilometro e superando Domenico Pozzovivo a circa 150 metri dall'arrivo. Alcuni giorni dopo riesce a ripetersi aggiudicandosi, per la seconda volta in carriera, il Trofeo Melinda: nell'occasione scatta sull'ultima salita, precedendo sul traguardo il colombiano Miguel Ángel Rubiano e ancora Pozzovivo. In settembre arriva terzo nella Settimana Ciclistica Lombarda e quinto al Giro di Padania. Nel mese di ottobre conquista il secondo posto nel Memorial Marco Pantani, battuto in volata da Fabio Taborre, e nella Coppa Sabatini, alle spalle di Enrico Battaglin; è infine quarto al Giro dell'Emilia.
Nel maggio del 2012 sigla un contratto con la formazione italo-croata Meridiana Kamen Team e ottiene subito dei piazzamenti nella gara d'esordio, il Tour of Hellas, classificandosi secondo nella graduatoria finale a soli tre secondi dal vincitore Robert Vrečer. Nel mese di giugno si piazza quarto nel Trofeo Melinda e ritrova la vittoria nella seconda tappa dell'Okolo Slovenska, concludendo la competizione al terzo posto in classifica generale. Si fa rivedere in estate, piazzandosi quarto al Gran Premio di Carnago e quinto a Il Padania, con due secondi posti di tappa; è poi ancora piazzato, questa volta terzo, nel Gran Premio Industria e Commercio di Prato, sconfitto in una volata a tre da Emanuele Sella e Luca Paolini. Nella stessa domenica in cui si corre la prova in linea del campionato del mondo, torna alla vittoria vincendo l'ultima tappa e la classifica finale dell'inedito Tour du Gévaudan Languedoc-Roussillon, mentre, in una delle ultime gare della stagione, si piazza decimo nella Coppa Sabatini.

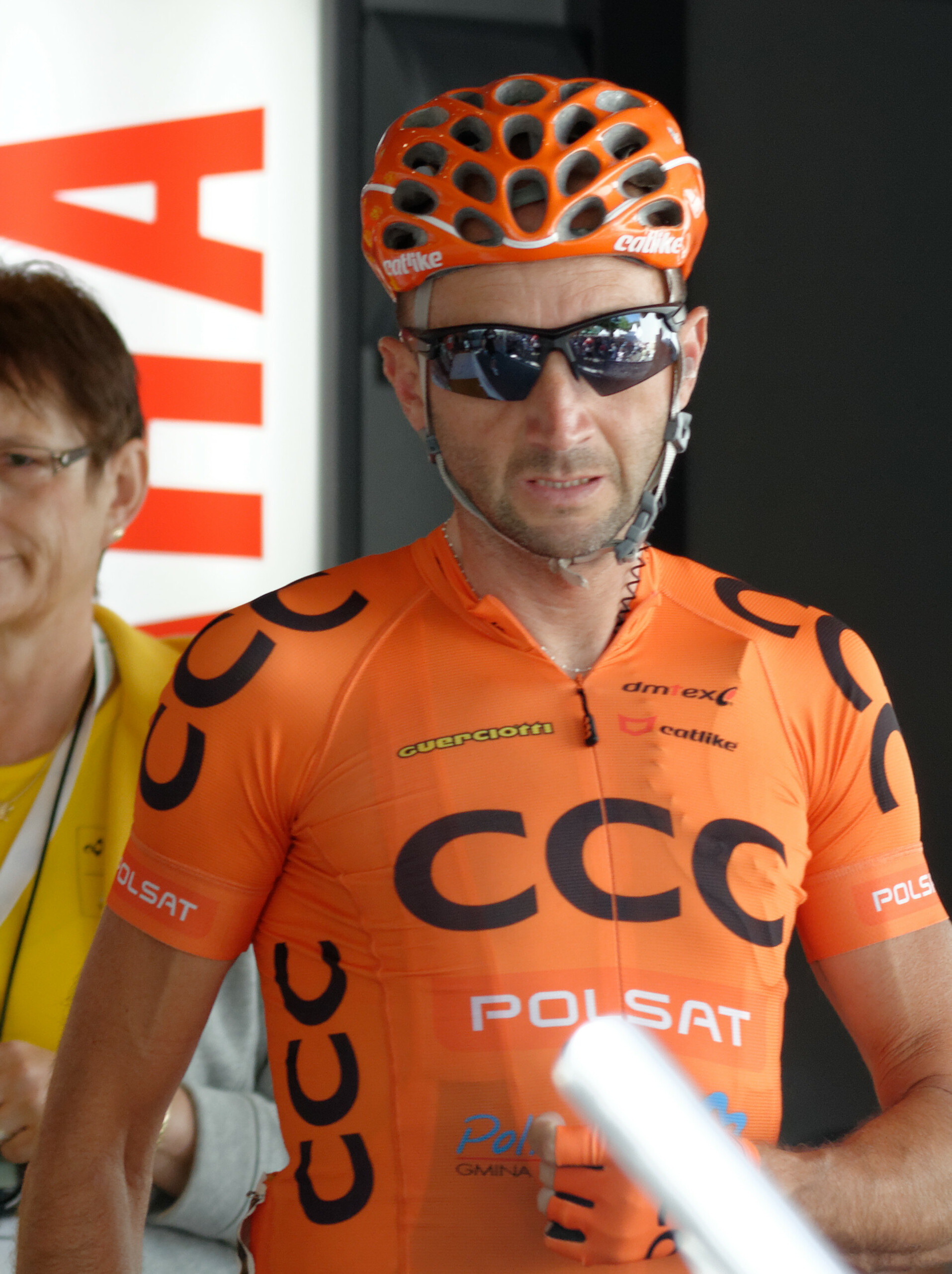
Davide Rebellin al Giro di Svizzera 2014

Nell'ottobre 2012 sigla un contratto con la formazione polacca CCC Polsat Polkowice, con cui corre nella stagione 2013. Ottiene i primi piazzamenti nella Vuelta a Andalucía, classificandosi quinto nella prima tappa e terzo nella terza, e alla Vuelta a Murcia, nella quale chiude settimo. Lotta con i primi anche alla Settimana Internazionale di Coppi e Bartali, dove finisce ottavo in classifica. Coglie le prime vittorie in stagione nella corsa polacca Szlakiem Grodów Piastowskich, vincendo le tappe di Dzierżoniów e Złotoryja, concludendo secondo nella generale, dietro il ceco Jan Bárta. Partecipa inoltre al ventiduesimo Trofeo Melinda, valido come campionato italiano, classificandosi al terzo posto alle spalle di Ivan Santaromita e Michele Scarponi. In estate vince una tappa e la classifica generale della corsa rumena Sibiu Cycling Tour; è poi quarto alla Coppa Agostoni e quinto nella Tre Valli Varesine. Ad inizio settembre conclude decimo alla Settimana Ciclistica Lombarda, con un terzo posto di tappa.

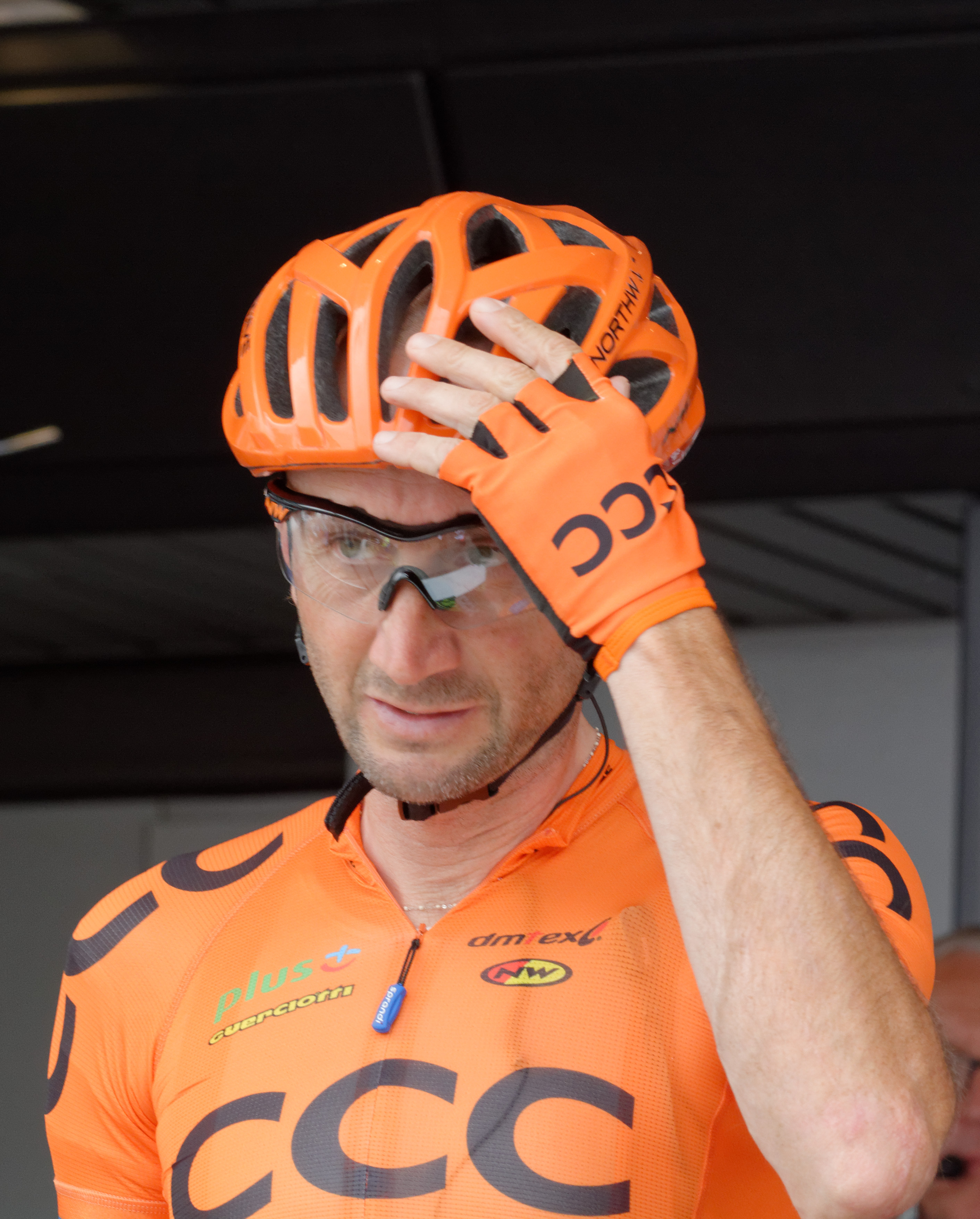
Davide Rebellin al Giro di Svizzera 2015

Nel 2014 gareggia ancora tra le file della squadra polacca, ottenendo i primi risultati di rilievo alla Vuelta a Andalucía, con un terzo posto di tappa, e alla Vuelta a Murcia, che conclude sul terzo gradino del podio. In aprile si piazza al tredicesimo posto all'Amstel Gold Race, dimostrando di essere ancora competitivo nelle gare World Tour, al cospetto dei migliori corridori delle grandi classiche. A maggio prende parte al Presidential Cycling Tour of Turkey, durante il quale coglie un terzo posto parziale e si classifica quinto nella classifica finale. Nel mese di luglio conclude in seconda posizione il Sibiu Cycling Tour, conquistato l'anno precedente, ottenendo comunque un successo nella cronosquadre della terza frazione. Ad agosto conclude al terzo posto il Tour du Limousin, breve corsa a tappe francese, sfiorando il successo nella seconda frazione. Nel finale di stagione dopo aver concluso quarto alla Tre Valli Varesine, ottavo alla Milano-Torino e ancora in quarta piazza la Coppa Sabatini, coglie il primo e unico successo dell'annata l'11 ottobre, facendo suo il Giro dell'Emilia: nell'occasione riesce ad imporsi sul traguardo del San Luca, piazzando lo scatto decisivo nell'ultimo chilometro e andando a vincere in solitaria (completano il podio Ángel Madrazo e Franco Pellizotti). Riesce così ad aggiudicarsi la corsa emiliana per la seconda volta in carriera, a distanza di ben otto anni dall'ultimo successo datato 2006.
Nel 2015, sempre presente nell'organico del team arancio – ora rinominato CCC Sprandi Polkowice –, ottiene un successo nella cronosquadre della Settimana Internazionale di Coppi e Bartali, indossando per un giorno la maglia di leader e chiudendo al terzo posto finale. In seguito ad un buon quinto posto alla Freccia del Brabante, è protagonista al Presidential Cycling Tour of Turkey: si aggiudica infatti la "tappa regina", restando in testa alla classifica per tre giorni, dovendosi tuttavia ritirare nell'ultima tappa a causa di una caduta. Dopo una serie di piazzamenti, compreso un nuovo secondo posto al Sibiu Cycling Tour così come nella seconda tappa del Tour du Limousin, si impone a metà settembre nella Coppa Agostoni: riesce ad avvantaggiarsi sull'ultima asperità del Lissolo, a circa 50 km dalla conclusione, assieme a Scarponi e Vincenzo Nibali, resistendo nel finale al ritorno del gruppo e battendo in una volata a due il siciliano dell'Astana. Seguono altri piazzamenti nel finale di stagione, compresa la terza piazza al Gran Premio Industria e Commercio di Prato.
Nel 2016, alla quarta e ultima annata con la maglia polacca, Rebellin non ottiene vittorie. Ad inizio stagione si fa notare con alcuni piazzamenti al Dubai Tour e al Tour of Oman, ma nelle classiche di un giorno non riesce a incidere. Trova altri piazzamenti in gare di secondo piano, quali un terzo posto di tappa e un quinto nella generale del Tour of Malopolska, un quinto alla neonata Rad am Ring e un terzo posto di tappa con un'omonima posizione nella generale del Giro della Repubblica Ceca. Nelle classiche italiane di fine stagione non brilla, complici anche alcuni problemi fisici, ottenendo come miglior risultato l'ottavo posto al Memorial Marco Pantani.

### 2017-2022: le esperienze extra-europee e gli ultimi anni
Terminata l'esperienza polacca, Rebellin corre anche nella stagione 2017, firmando con la squadra kuwaitiana Kuwait-Cartucho.es. Nonostante i 45 anni d'età, il ciclista veneto riesce ad ottenere nella prima parte d'annata alcuni piazzamenti, tra cui un terzo posto di tappa e nella generale del neonato Tour de Lombok. Decimo il 25 giugno ai campionati italiani in Piemonte, nel periodo estivo corre Tour of Qinghai Lake e Volta a Portugal, non trovando risultati di rilievo. A fine settembre in Indonesia arrivano invece i primi successi, quando fa sua in solitaria, alla veneranda età di 46 anni, la prima tappa del Banyuwangi Tour de Ijen, conquistando anche la classifica generale della breve corsa a tappe; il 12 ottobre ottiene quindi la terza e ultima vittoria stagionale, imponendosi in uno sprint a due nella quinta frazione del Tour of Iran (Azarbaijan), concluso in settima posizione.
Nonostante l'età ormai gli pregiudichi la possibilità di essere ancora competitivo nelle corse di alto livello, anche nel 2018 Rebellin non intende appendere la bicicletta al chiodo e firma per la Sovac-Natura4Ever, team algerino il cui calendario prevede prevalentemente gare nel continente africano. Dopo il debutto allo Sharjah Tour, in cui ottiene un quarto posto di tappa, tra febbraio e marzo ottiene qualche altro piazzamento nella top 10 in alcune gare tra Algeria e Marocco, tra cui una nuova quarta posizione nella classifica finale del Tour d'Algérie. La prima e unica vittoria in stagione arriva il 6 maggio, quando fa sua al termine di uno strappo la terza tappa del Tour International de la Wilaya d'Oran, che conclude secondo nella generale, alle spalle del belga compagno di squadra Laurent Évrard. A fine mese torna a correre in Europa il Giro del Belgio, chiuso in trentaduesima posizione. Nella seconda parte dell'annata disputa poche prove, prendendo parte ad alcune semiclassiche del Nord, ma concludendole lontano dalle posizioni di vertice.
Con la Sovac disputa le prime gare del calendario francese del febbraio 2019, il Grand Prix Cycliste la Marseillaise, l'Étoile de Bessèges e il Tour du Haut-Var, lontano dai migliori. A fine aprile in occasione dell'uscita de Il vecchio saggio, docufilm francese a lui dedicato, annuncia il passaggio alla Meridiana Kamen Team, squadra per la quale aveva già gareggiato nel 2012: all'esordio con la nuova maglia conclude al ventesimo posto il Tour of Slovenia di fine giugno, mentre il 30 dello stesso mese è diciottesimo ai campionati italiani di Compiano. Successivamente partecipa a Coppa Agostoni, Coppa Bernocchi e Trofeo Matteotti che chiude rispettivamente 18º, 34º e 33º. Nel 2020, prima della sospensione a causa della pandemia di COVID-19, ottiene l'undicesimo posto al Poreč Trophy; alla ripresa delle competizioni è al via del Sibiu Cycling Tour, dove conclude ottavo in classifica generale.
Nel 2021 gareggia tra le file della Work Service, formazione Continental di Montappone diretta da Demetrio Iommi; con la nuova maglia ottiene tra le altre il settimo posto al Turul României, a inizio settembre. Prosegue con la formazione italiana anche nel 2022 in quella che rappresenta la sua ultima stagione: termina infatti l'attività agonistica sulle strade di casa, prima partecipando all'edizione inaugurale del Mondiale gravel organizzate dal Veneto, nel quale conclude trentanovesimo e poi il 16 ottobre alla Veneto Classic, concludendo con un trentesimo posto alla veneranda età di 51 anni un'estremamente longeva carriera da professionista.

### Morte
Il 30 novembre 2022, all'età di 51 anni, muore investito da un camion, il cui autista tedesco non ha prestato soccorso, durante un allenamento in bicicletta lungo la SR 11, presso Montebello Vicentino.  Il funerale fu celebrato il 23 dicembre nel Duomo di Lonigo. Riposa nella tomba di famiglia nel cimitero di Madonna a Lonigo in provincia di Vicenza.
Il 17 giugno 2023, la Procura della Repubblica di Vicenza ha comunicato che Wolfgang Rieke, camionista tedesco accusato dell'uccisione di Rebellin, è stato arrestato a Münster su mandato di arresto europeo richiesto dal giudice per le indagini preliminari di Vicenza. Secondo l'ordinanza, si legge nella nota della Procura, il decesso di Rebellin "è da imputare esclusivamente ad una pluralità di norme comportamentali da parte di Rieke". Il 14 ottobre 2024 Rieke è stato condannato a 4 anni di reclusione.

## Palmarès

### Pista
- 1988 (Allievi)

Campionati italiani, Inseguimento a squadre (con Andrea Peron, Rossano Brasi, Cristian Salvato)

### Strada
- 1989 (Juniores)

Classifica generale Internationale Juniorendriedaagse
- 1991 (Dilettanti)

2ª tappa Giro delle Regioni (L'Aquila > Porto Sant'Elpidio)
5ª tappa, 2ª semitappa Giro delle Regioni (Torre di Siena > Montefollonico)
Classifica generale Giro delle Regioni
Giochi del Mediterraneo, Prova in linea (con la Nazionale italiana)
Trofeo Minardi
Nastro d'Oro
- 1992 (Dilettanti)

2ª tappa Giro delle Regioni (Orbetello > Acquapendente)
Trofeo Alcide De Gasperi
Targa d'Oro Città di Varese
- 1993 (GB-MG Boys Maglificio-Bianchi, una vittoria)

Classifica generale Hofbräu Cup
- 1995 (MG Boys Maglificio-Technogym, una vittoria)

1ª tappa Giro del Trentino (Riva del Garda > Lagundo Merano Forst)
- 1996 (Team Polti, una vittoria)

7ª tappa Giro d'Italia (Amantea > Monte Sirino)
- 1997 (La Française des Jeux, tre vittorie)

Trophée des Grimpeurs
Classica di San Sebastián
Gran Premio di Svizzera
- 1998 (Team Polti, quattro vittorie)

1ª tappa Giro di Svizzera (Bienne > Villars-sur-Ollon)
1ª tappa Tour de Wallonie (Liegi > Visé)
Tre Valli Varesine
Giro del Veneto
- 1999 (Team Polti, sei vittorie)

1ª tappa Tour Méditerranéen (Antibes > Tolone/Mont Faron)
Classifica generale Tour Méditerranéen
Tour du Haut-Var
2ª tappa, 1ª semitappa Critérium International (Gordes > Cheval-Blanc)
Giro del Veneto
Giro del Friuli
- 2000 (Liquigas-Pata, una vittoria)

Giro del Veneto
- 2001 (Liquigas-Pata, undici vittorie)

Classifica generale Tour Méditerranéen
Gran Premio di Chiasso
4ª tappa Tirreno-Adriatico (Isernia > Celano)
Classifica generale Tirreno-Adriatico
1ª tappa Vuelta al País Vasco (Asteasu > Asteasu)
3ª tappa Vuelta al País Vasco (Mungia > Araia)
Gran Premio Industria e Artigianato
Coppa delle Nazioni-Memorial Fausto Coppi
2ª tappa Brixia Tour (Montichiari > Lumezzane)
Giro di Romagna
Gran Premio Industria e Commercio di Prato
- 2002 (Gerolsteiner, due vittorie)

Gran Premio Città di Camaiore
Luk-Cup Bühl
- 2003 (Gerolsteiner, tre vittorie)

2ª tappa Parigi-Nizza (La Clayette > Saint-Étienne)
Rund um den Henninger-Turm
Gran Premio Industria e Commercio di Prato
- 2004 (Gerolsteiner, sei vittorie)

Amstel Gold Race
Freccia Vallone
Liegi-Bastogne-Liegi
3ª tappa Sachsen-Tour International (Lipsia > Klingenthal)
4ª tappa, 1ª semitappa Sachsen-Tour International (Rittersgrün, cronometro)
Trofeo Melinda
- 2005 (Gerolsteiner, una vittoria)

1ª tappa Brixia Tour (San Vigilio di Concesio > Toscolano Maderno)
- 2006 (Gerolsteiner, tre vittorie)

1ª tappa Brixia Tour (San Vigilio di Concesio > Toscolano Maderno)
Classifica generale Brixia Tour
Giro dell'Emilia
- 2007 (Gerolsteiner, tre vittorie)

Freccia Vallone
1ª tappa Brixia Tour (Brescia > Toscolano Maderno)
Classifica generale Brixia Tour
- 2008 (Gerolsteiner, due vittorie)

Tour du Haut-Var
Classifica generale Parigi-Nizza
- 2009 (Serramenti PVC Diquigiovanni-Androni Giocattoli, tre vittorie)

3ª tappa Vuelta a Andalucía (Marbella > Benahavís)
4ª tappa Vuelta a Andalucía (Torrox Costa > Antequera)
Freccia Vallone
- 2011 (Miche-Guerciotti, due vittorie)

Tre Valli Varesine
Trofeo Melinda
- 2012 (Meridiana Kamen Team, tre vittorie)

2ª tappa Okolo Slovenska (Liptovský Mikuláš > Čierny Váh)
2ª tappa Tour du Gévaudan Languedoc-Roussillon (Mende > Mende)
Classifica generale Tour du Gévaudan Languedoc-Roussillon
- 2013 (CCC Polsat Polkowice, quattro vittorie)

1ª tappa Szlakiem Grodów Piastowskich (Świdnica > Dzierżoniów)
4ª tappa Szlakiem Grodów Piastowskich (Jawor > Złotoryja)
1ª tappa Sibiu Cycling Tour (Sibiu > Bâlea Lac)
Classifica generale Sibiu Cycling Tour
- 2014 (CCC Polsat Polkowice, una vittoria)

Giro dell'Emilia
- 2015 (CCC Sprandi Polkowice, due vittorie)

3ª tappa Presidential Cycling Tour of Turkey (Kemer > Elmalı)
Coppa Agostoni
- 2017 (Kuwait-Cartucho.es, tre vittorie)

1ª tappa Banyuwangi Tour de Ijen (Bajulmati > Banyuwangi)
Classifica generale Banyuwangi Tour de Ijen
5ª tappa Tour of Iran (Sar'eyn > Tabriz)
- 2018 (Sovac-Natura4Ever, una vittoria)

3ª tappa Tour International de la Wilaya d'Oran (Orano > Fort de Santa-Cruz)

### Altri successi
- 1991 (Dilettanti)

Classifica punti Giro delle Regioni
- 1992 (Dilettanti)

Classifica punti Giro delle Regioni
- 1993 (GB-MG Boys Maglificio-Bianchi)

2ª tappa, 1ª semitappa Hofbräu Cup (Enzklösterle > Enzklösterle, cronosquadre)
- 1995 (MG Boys Maglificio-Technogym)

1ª tappa, 1ª semitappa Tour Méditerranéen (Sauvian > Béziers, cronosquadre)
- 1998 (Polti)

Cronoscalata della Futa-Memorial Gastone Nencini
- 2000 (Liquigas-Pata)

1ª prova Memorial Turi D'Agostino-GP Città di Aci Catena (derny)
- 2004 (Gerolsteiner)

Classifica a punti Parigi-Nizza
- 2007 (Gerolsteiner)

Classifica a punti Brixia Tour
- 2009 (Serramenti PVC Diquigiovanni-Androni Giocattoli)

Classifica a punti Vuelta a Andalucía
- 2012 (Meridiana Kamen Team)

Classifica a punti Tour du Gévaudan Languedoc-Roussillon
Classifica combinata Tour du Gévaudan Languedoc-Roussillon
- 2013 (CCC Polsat Polkowice)

Classifica a punti Sibiu Cycling Tour
Classifica scalatori Sibiu Cycling Tour
- 2014 (CCC Polsat Polkowice)

3ª tappa, 1ª semitappa Sibiu Cycling Tour (Sibiu > Sibiu, cronosquadre)
- 2015 (CCC Sprandi Polkowice)

1ª tappa, 2ª semitappa Settimana Internazionale di Coppi e Bartali (Gatteo a Mare > Gatteo, cronosquadre)
- 2016 (CCC Sprandi Polkowice)

1ª prova Dernycriterium van 's-Gravenwezel
- 2017 (Kuwait-Cartucho.es)

Skandis GP
Dernycriterium van 's-Gravenwezel
- 2019 (Meridiana Kamen Team)

Crito'Star

## Piazzamenti

### Grandi Giri
- Giro d'Italia

1994: 20º
1995: 22º
1996: 6º
1998: 30º
1999: 30º
2000: 29º
2001: non partito (14ª tappa)
2002: ritirato (12ª tappa)
2004: non partito (8ª tappa)
2006: non partito (11ª tappa)
2007: non partito (11ª tappa)
2008: non partito (14ª tappa)
- Tour de France

1997: 58º
2003: ritirato (14ª tappa)
- Vuelta a España

1996: 7º
1999: non partito (18ª tappa)
2006: non partito (15ª tappa)
2007: non partito (13ª tappa)
2008: non partito (14ª tappa)

### Classiche monumento
- Milano-Sanremo

1993: 60º
1995: 4º
1996: 61º
1998: 13º
1999: 14º
2000: 26º
2001: ritirato
2002: 27º
2003: 76º
2004: 168º
2005: 30º
2006: 41º
2007: 30º
2008: 4º
2009: 38º
2016: 21º
- Liegi-Bastogne-Liegi

1994: 33º
1995: 16º
1996: 6º
1997: 25º
1999: 14º
2000: 3º
2001: 2º
2002: 9º
2003: 13º
2004: vincitore
2005: 11º
2006: ritirato
2007: 5º
2008: 2º
2009: 3º
- Giro di Lombardia

1992: 9º
1993: 15º
1994: 51º
1996: 5º
1997: 8º
1998: 12º
2000: 6º
2001: 30º
2002: 2º
2003: 45º
2004: 28º
2005: 5º
2006: 5º
2007: 5º
2015: 30º
2016: 54º

### Competizioni mondiali
- Campionati del mondo

Odense 1988 - In linea Juniores: 13º
Mosca 1989 - In linea Juniores: 35º
Stoccatda 1991 - In linea dilettanti: 2º
Lugano 1996 - In linea Elite: 8º
San Sebastián 1997 - In linea Elite: 14º
Valkenburg 1998 - In linea Elite: 54º
Verona 1999 - In linea Elite: ritirato
Plouay 2000 - In linea Elite: 25º
Lisbona 2001 - In linea Elite: 32º
Salisburgo 2006 - In linea Elite: 48º
Stoccarda 2007 - In linea Elite: 6º
Varese 2008 - In linea Elite: 4º
Toscana 2013 - Cronosquadre: 21º
- Giochi olimpici

Barcellona 1992 - In linea: 20º
Pechino 2008 - In linea: squalificato
- Coppa del mondo/UCI ProTour

Coppa del mondo 1994: 19º
Coppa del mondo 1995: 17º
Coppa del mondo 1996: 9º
Coppa del mondo 1997: 4º
Coppa del mondo 1998: 24º
Coppa del mondo 2000: 6º
Coppa del mondo 2001: 5º
Coppa del mondo 2002: 5º
Coppa del mondo 2003: 4º
Coppa del mondo 2004: 2º
UCI ProTour 2005: 3º
UCI ProTour 2006: 36º
UCI ProTour 2007: 2º
UCI ProTour 2008: 24º
- Campionati del mondo gravel

Veneto 2022 - Elite: 39º

### Competizioni europee
- UCI Europe Tour

UCI Europe Tour 2009: 57º
UCI Europe Tour 2011: 3º
UCI Europe Tour 2012: 27º
UCI Europe Tour 2013: 3º
UCI Europe Tour 2014: 3º
UCI Europe Tour 2015: 9º
UCI Europe Tour 2016: 158º
UCI Europe Tour 2017: 1016º
UCI Europe Tour 2018: 1613º

## Riconoscimenti
- Premio Italia dilettanti nel 1991
- Prestigio Bicisport nel 1991[68]
- Memorial Gastone Nencini nel 1992
- Atena d'argento nel 1997
- Premio Italia professionisti nel 1997, 1998, 1999, 2000, 2001, 2002 e 2008
- Oscar TuttoBici professionisti nel 1999, 2001, 2007 e 2008
- Giglio d'oro nel 2001 e 2008
- Ducato d'oro nel 2008[69]
- Premio Nazionale La Torretta nel 2008[70]
- Premio Over 35 "Edo Gelli" nel 2015[71]